# Łukasz Koszarek
Łukasz Jacek Koszarek (Września, 12 gennaio 1984) è un dirigente sportivo ed ex cestista polacco.
Alto 187 cm, gioca come playmaker nel campionato polacco.

## Carriera

### Club
Nel 1999 inizia la carriera professionistica nel campionato polacco con la maglia della Pzkosz Warka, dove conquisterà un posto nella massima serie locale.
Nel 2003 si trasferisce al Polonia Varsavia, dove rimarrà tre stagioni, per poi trasferirsi al Turów Zgorzelec e successivamente all'Anwil Włocławek.
Nel 2009 si trasferisce alla Juvecaserta Basket.
Nel 2023 si ritira dal basket giocato e viene nominato presidente della Polska Liga Koszykówki.

### Nazionale
Nel 2007 è stato convocato per gli Europei in Spagna con la maglia della Nazionale della Polonia eliminata alla fase a gironi.
Nel 2009 è stato convocato per gli Europei in Polonia con la maglia della Nazionale della Polonia classificatasi al 9º posto (ha chiuso la competizione con 4,3 assist/partita, 5º nella speciale classifica).

## Palmarès

### Squadra
- Campionato polacco: 5

Zielona Góra: 2012-13, 2014-15, 2015-16, 2016-17, 2019-20
- Coppa di Polonia: 4

Trefl Sopot: 2012
Zielona Góra: 2015, 2017, 2021
- Supercoppa polacca: 3

Włocławek: 2007
Zielona Góra: 2015, 2020

### Individuale
- MVP Supercoppa polacca: 1

Zielona Góra: 2020